# Dai Mandinka
Dai Mandinka är en ort i Gambia. Den ligger i regionen North Bank, i den centrala delen av landet, 80 km öster om huvudstaden Banjul. Antalet invånare var 457 vid folkräkningen 2013.